# Корня
Корня (рум. Cornea) — село у повіті Караш-Северін в Румунії. Входить до складу комуни Корня.
Село розташоване на відстані 305 км на захід від Бухареста, 44 км на південний схід від Решиці, 117 км на південний схід від Тімішоари, 142 км на північний захід від Крайови.

## Населення
За даними перепису населення 2002 року у селі проживали 798 осіб. Усі жителі села рідною мовою назвали румунську.
Національний склад населення села:
| Національність | Кількість осіб | Відсоток |
| -------------- | -------------- | -------- |
| румуни         | 768            | 96,2 %   |
| цигани         | 30             | 3,8 %    |